# Drink the Sea
Drink the Sea – pierwszy studyjny album amerykańskiej grupy The Glitch Mob.
Z płyty pochodzi najbardziej znany utwór grupy, Drive It Like You Stole It.

## Lista utworów
1. „Animus Vox”
2. „Bad Wings”
3. „How to be Eaten by a Woman”
4. „A Dream Within a Dream”
5. „Fistful of Silence”
6. „Between Two Points”
7. „We Swarm”
8. „Drive It Like You Stole It”
9. „Fortune Days”
10. „Starve the Ego, Feed the Soul”